# 大阪商品取引所
大阪商品取引所（おおさかしょうひんとりひきじょ、Osaka Mercantile Exchange、略称：OME）は、大阪府大阪市にあった商品先物取引所である。
2007年1月、中部商品取引所と合併して、中部大阪商品取引所となった。

## 概要
- 所在地 : 大阪市西区阿波座一丁目10番14号
- 上場商品 : 天然ゴム（シート3号、TSR20）、天然ゴム指数、ニッケル、アルミニウム

## 沿革
1997年10月、大阪繊維取引所と神戸ゴム取引所が合併して誕生。
大阪繊維取引所は、1984年10月に大阪三品取引所と大阪化学繊維取引所との統合で誕生。
大阪三品取引所の相場は、戦前戦後を通じて世界の綿糸価格の指標として認められ、現物取引の参考価格となっていた。明治26年11月に大阪絲・綿・木綿取引所が創設され、明治34年に大阪三品取引所と改称、1941年10月に戦局拡大により閉鎖、1942年7月に解散。戦後、商品取引所法の公布により1951年6月に発足。
大阪化学繊維取引所は、戦後初の商品取引所として1950年11月に設立。